# 今井詩子
今井 詩子（いまい うたこ、2月27日 - ）は、日本の女性声優。ぷろだくしょんバオバブ所属。

## 概要
2013年より吹き替え作品を中心に出演。
資格はTOEIC 900点。特技は弓道、油絵、英語（ビジネスレベル）。趣味は映画鑑賞、音楽鑑賞、アート鑑賞、油絵、イラスト、写真、料理、旅行、読書、落語、散歩、旅行、映画。

## 出演

### テレビアニメ
2016年
- ドラえもん（テレビ朝日版第2期）（奥さん）

2017年
- クラシカロイド（職員）
- サクラクエスト（四ノ宮千賀子）
- 有頂天家族2（女教授）
- Infini-T Force（女教師）
- クジラの子らは砂上に歌う（ヒハダ、ベニムラ）
- モンスターハンター　ストーリーズ RIDE ON（村人C）
- 結城友奈は勇者である -鷲尾須美の章-

2018年
- ヒナまつり（マミの母）
- ゆらぎ荘の幽奈さん（老夫婦・妻）

2019年
- キャロル&チューズデイ（偽母A）
- GRANBLUE FANTASY The Animation Season 2（おばちゃん）

2020年
- あひるの空（戸塚先生）

### 劇場アニメ
- 結城友奈は勇者である -鷲尾須美の章- 第3章「やくそく」（2017年、参列者A、親族A）[1]

### ゲーム
- Far Cry 5（2018年、女レジスタンス）

### ドラマCD
- キノの旅（女主人）

### 吹き替え

#### 映画
- 奇跡の教室 受け継ぐ者たちへ（イヴェット、マリックの母、他）[1]
- ゲームオーバー!（ゲイル・ウォーレンス）
- バックトレース（アリシア）
- ギャンブラー/Win It All（競馬老婦人、眼鏡女性）[1]
- ストーリー・オブ・マイライフ/わたしの若草物語（ハンナ〈ジェイン・ハウディシェル〉[4]）

#### ドラマ
- アドベンチャー・オブ・クリスマス 冬の魔女とサンタのプレゼント工場（ムーサ）[1]
- 美男〈イケメン〉ですね〜Fabulous★Boys（台湾リメイク版）（院長、メガネファン）[1]
- GIRLS/ガールズ シーズン6（ナース・ローラ）[5]
- グッド・ファイト
  - シーズン2（マルティナ・ポッター、アナベル、レティシア・コールソン）
  - シーズン3（オリヴィア、イブリン）
- グッド・ワイフ[1]
  - シーズン6（クラウス弁護士、リアナ 他）
  - シーズン7（ヴェラ、女性秘書）
- 刑事ヴァランダー4 ザ・ファイナル（受付、客女）[1]
- クリミナル・マインド FBI行動分析課（ドロシー・エルジン）
- ジーニアス:ピカソ（キュトリ夫人）
- ジェントルマン・ジャック 紳士と呼ばれたレディ（プリーストリー夫人）
- シカゴ P.D.（サラ・ノーマーク[6]、シェリー・ギフォード[7]、ロシエル・ドーラン）
- シカゴ・メッド（グラント）[1]
- SCORPION/スコーピオン（レポーター）[1]
- ゾーイの秘密アプリ（ジーニー）[1]
- DIVORCE/ディボース（イロナ 他）[1]
- TRUE DETECTIVE/迷宮捜査（エロイーズ、マトロン、パティー・フェイバー 他）
- ナチ・ハンターズ（フアニータ、ヴァイオラ、ウナ、ドッティ）
- ニュー・アムステルダム 医師たちのカルテ（パトリシア、モナハン、ジェファーズ 他）
- ハッピーエンディング（ヤン・ソンミ）[1]
- HAWAII FIVE-0[1]
  - シーズン5（目撃者）
  - シーズン7（シンシア、ブロンド人質）
  - シーズン8（メイ・リン）
- THE BLACKLIST/ブラックリスト（デラ・ウィットモア、イヴリン）
- メリーハッピーとんでもホリデー（ナンシー）
- レイブンのウチはチョー大変!（ブレンダ）

#### アニメ
- ドックのおもちゃびょういん（トレーシー）
- 忍者ハットリくん 2012年インド版（オバサン）[1]
- ヒルダの冒険（ホールグリム先生）
- ライオン・ガード（雌ライオン、雌ガゼル）[1]

### ボイスオーバー
- ブラジル -消えゆく民主主義-（マリーザ・レチシア、エルンジーナ、女性告発者）
- カラフル!「わたしは星をめざす」（アンナの母）